# جزیره مرجانی (رمان)
جزیره مرجانی: داستانی از اقیانوس آرام (انگلیسی: The Coral Island) رمانی از رابرت بلنتاین، نویسنده اسکاتلندی، که در سال ۱۸۵۷ منتشر شد. این رمان از رابینسون کروزوئه الهام گرفته‌است و در سبک ادبیات داستانی نوجوانان محسوب می‌شود.